# بیمه: انواع و شرایط آن
بیمه: انواع و شرایط آن کتابی از محمدباقر تاجبخش است که در سال ۱۳۳۷ منتشر و برندهٔ جایزه کتاب سال سلطنتی شد.